# Colombaro dei Rossi
Colombaro dei Rossi (Colombari dj Ros in piemontese) è una frazione di Saluzzo. Si trova al confine con Gerbola del comune di Manta.
La frazione si presenta oggi come un centro rurale a vocazione agricola, ricca di insediamenti produttivi legati alla coltivazione e all'allevamento.

## Monumenti e luoghi d'interesse
La località fu legata all'opera di evangelizzazione di sant'Eusebio, e proprio qui sorse il monastero benedettino dedicato al santo, dipendente dall'abbazia di Santa Maria di Cavour. Viene definito basilica in una carta del 1020. Nel 1483 il monastero venne unito alla collegiata di Santa Maria di Saluzzo e se ne trova menzione sui documenti fino al XIX secolo. Oggi del monastero non è rimasto niente ed al suo posto si trova una cascina di proprietà del capitolo della cattedrale. Una campana proveniente dal demolito luogo di culto si trova oggi nella chiesa di Montoso di Bagnolo Piemonte.
Sulla via principale di Colombaro dei Rossi, che attraversando la località collega Saluzzo con Lagnasco, è situata la piccola cappella di Maria Vergine Assunta, edificio di culto della frazione.